# Knischatiria
Genre
Knischatiria est un genre d'araignées aranéomorphes de la famille des Linyphiidae.

## Distribution
Les espèces de ce genre se rencontrent en Malaisie, en Indonésie et en Australie au Queensland.

## Liste des espèces
Selon World Spider Catalog (version 16.5, 17/10/2015) :
- Knischatiria abnormis Wunderlich, 1976
- Knischatiria longispina Wunderlich, 1995
- Knischatiria tuberosa Wunderlich, 1995

## Publication originale
- Wunderlich, 1976 : Spinnen aus Australien. 2. Linyphiidae (Arachnida: Araneida). Senckenbergiana Biologica, vol. 57, p. 125-142.